# Turnham Green (Metropolitano de Londres)
Turnham Green é uma estação do Metrô de Londres. Ela fica localizada no distrito de Chiswick no borough londrino de Hounslow em Londres. A estação é servida pelas linhas District e Piccadilly como uma estação de intercâmbio entre plataformas. A leste, os trens da linha District param em Stamford Brook e os trens da linha Piccadilly param em Hammersmith. A oeste, os trens da linha District vão para Chiswick Park ou para Gunnersbury e os trens da linha Piccadilly param em Acton Town. A estação fica na Zona 2 e na Zona 3 do Travelcard.

## História
A estação está localizada perto do local da Batalha de Turnham Green (1642), durante a Primeira Guerra Civil Inglesa.